# فريدريك ارين ألين
فريدريك ارين ألين (بالإنجليزية: Frederick Warren Allen)‏ هو نحات أمريكي، ولد في 5 مايو 1888، وتوفي في 9 يناير 1961.